# Flori târzii (povestire)
„Flori târzii” (în rusă Цветы запоздалые, transliterat: Țveti zapozdaliîe) este o povestire  în trei capitole din 1882 a scriitorului rus Anton Cehov.
Este dedicată lui N. I. Korobov (Nikolai Ivanovici Korobov), coleg de universitate cu Cehov, mai târziu medic. În timp ce era student, Korobov a locuit un timp la familia Cehov în Moscova. A păstrat relații de prietenie cu Cehov și a corespondat cu acesta până la moarte, fiind găsite 25 de scrisori ale lui Korobov către Cehov în arhiva scriitorului.
A apărut prima dată în revista Mirskoi tolc (Мирской толк) din 1882, în numerele 37 (10 octombrie), 38 (17 octombrie), 39 (23 octombrie) și 41 (11 noiembrie), sub pseudonimul A. Cehonte (А. Чехонте). 
Povestirea a fost ecranizată de câteva ori și a fost pusă în scenă o piesă de teatru.
În „Flori târzii”, A. P. Cehov dezvoltă tema tragediei sorții oamenilor încurcați în fleacurile cotidiene, ceea ce îi duce în cele din urmă la un deznodământ tragic.
În timpul vieții lui Cehov, povestirea "Flori întârziate" a fost tradusă în limba sârbo-croată.